# Huset Anubis
Huset Anubis er en belgisk/hollandsk spændingsserie skabt af Studio 100 og Nickelodeon. Optagelserne af de 400 afsnit startede i september 2006 og sluttede i december 2009. Serien fortsætter med en spin-off, ved navn Anubis en de Vijf van het Magische Zwaard (Anubis og de fem af det magiske sværd), der fik premiere på hollandsk tv i marts 2010. Serien er dubbet til dansk (Huset Anubis), svensk (Huset Anubis) og spansk (La Casa De Anubis) og i Tyskland har man genindspillet hele serien under navnet "Das Haus Anubis". I september 2010 fik en engelsk remake, "House of Anubis", (indspillet i Liverpool) premiere på Nickelodeon i USA.

## Danske stemmer
- Julie Lund – Nina
- Anders Heinrichsen – Fabian
- Morten Hauch-Fausbøll – Victor Roodenmaar
- Lars Mikkelsen – Hr. Van Swieten
- Signe Hjorth – Amber
- Maja Juhlin – Patricia
- Toke Græsborg – Mick
- Casper Sloth – Appie
- Thomas Jacob Clausen – Jeroen
- Johanne Louise Schmidt – Joyce
- Judith Rothenborg – Trudie
- Susanne Lundberg – Bedstemor
- Thomas Magnussen – Rufus Malpied
- Linda Elvira Kristensen – Frk. Van Engelen
- Casper Crump – Jason
- Paul Hüttel – Pierre Marrant
- Chresten Speggers-Simonsen – Zeno Terpstra
- Jette Sievertsen – Sygeplejerske